# Église Notre-Dame du Gâvre
L'église Notre-Dame est une église située au Gâvre, en France.

## Localisation
L'église est située sur la commune du Gâvre, dans le département de la Loire-Atlantique.

## Historique
Le monument est inscrit au titre des monuments historiques en 1926.